# Johann Schwarz
Johann Schwarz, noto anche come Hans Schwarz (Praga, 1891 – 2 luglio 1914), è stato un calciatore austriaco, di ruolo attaccante.

## Carriera
Fu capocannoniere del campionato austriaco nel 1912.

## Palmarès

### Club

#### Competizioni nazionali
- Campionato austriaco: 1

Wiener AF: 1913-1914